# 太陽週期
太陽週期，或是太陽磁場活動週期是太陽的各種現象，包括太空天氣後面的動態引擎和能量來源。通過氫磁流體發電機的程序供給的能量，誘導太陽內部的流動，形成太陽週期。
- 太陽大氣層的結構：日冕和太陽風；
- 太陽輻射的調節；
- 從紫外線到X射線的太陽短波輻射流量調節；
- 頻繁的閃焰、日冕拋出物、和其他太陽噴發的地質效應現象（geoeffective）的調整；
- 間接的調整由銀河系進入太陽系的高能宇宙線流量。

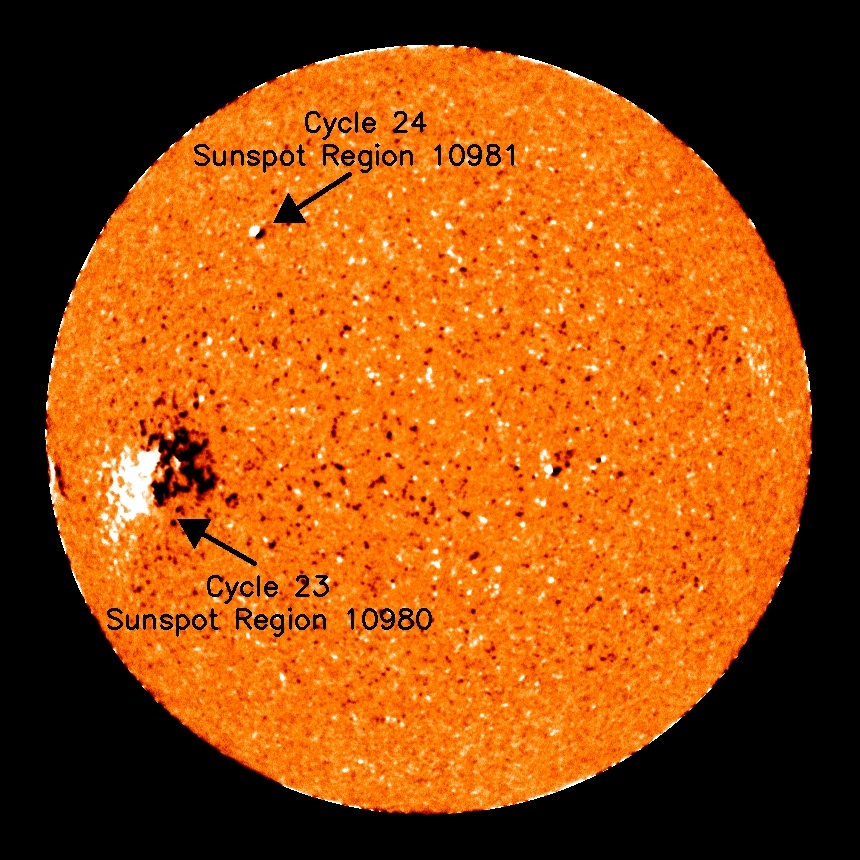
在2008年1月4日的太陽影像，有一群23週期的黑子（位於赤道）和24週期的第一群黑子（上方）。在2008年的前幾個月，23週期的黑子還是會繼續的出現。

## 歷史

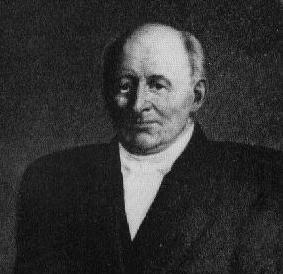
德國天文學家史瓦貝（1789－1875）經由對太陽黑子長時間的觀察發現太陽週期

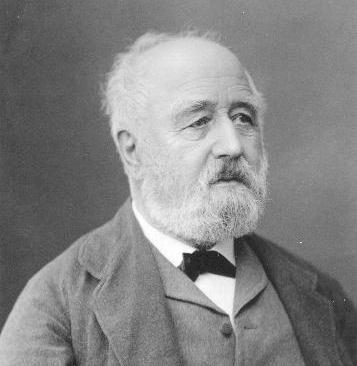
魯道夫·沃夫（1816－1893）是瑞士天文學家，將太陽黑子的活動回溯至17世紀

太陽週期是在1843年由一位德國的業餘天文學家史瓦貝發現的，他年復一年的持續觀察與統計了17年太陽盤面上黑子變化的平均數量後，才有了此一發現。魯道夫·沃夫對此一發現感觸良深，於是追溯17世紀的太陽活動的歷史，起初只完成1745年之後的觀測資料重建和編輯，最後終於回推到17世紀最初的10年，伽利略最早的觀測紀錄。由於黑子的大小和許多種不同型態的群，沃夫著手制定了一套有效的分類與數量標準，一直沿用到現在。

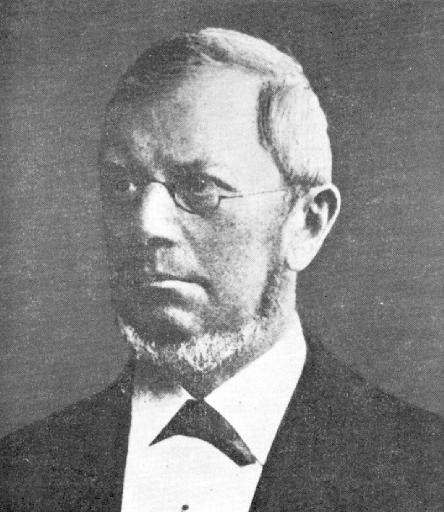
德國天文學家古斯塔夫·史波勒（1822－1895）注意到黑子會隨著數量的減少而向赤道漂移。

太陽週期的平均長度為11.1年，但是曾觀測到最短的只有9年，而最長的長達14年之久。數量上的變化也有其意義，太陽極大值和太陽極小值分別是每個世紀的最大值和最小值。黑子週期的計算是由一個最小值到下一個最小值。
依循沃夫建立的數字模式，1755－1766年的週期被編為第一週期。在1645和1715年之間被觀察到黑子的數量非常少，是週期中的一個特殊點，且不是人為造成的資料迷失。古斯塔夫·史波勒最早注意到這個現象，然後愛德華·沃爾特·蒙德深入研究這個奇特的事件，因此現在這段時期被稱為蒙德極小期。
在19世紀的後半期，理察·卡靈頓和史波勒分別都注意到，當週期開始時，黑子出現在中緯度的區域，隨著週期的推展，黑子出現的緯度逐漸相赤道接近，直到極小期才會出現在赤道上。這種圖型的最佳視覺形像就是所謂的蝴蝶圖，是由沃爾特和安妮芒德這一對夫妻檔繪製完成的（見圖2）。太陽的影像以緯度分割成小條，計算出黑子緯度位置的每月平均值。這幅圖以垂直的色碼編排，並且一個月接續一個月地製作出這張時間－緯度圖。

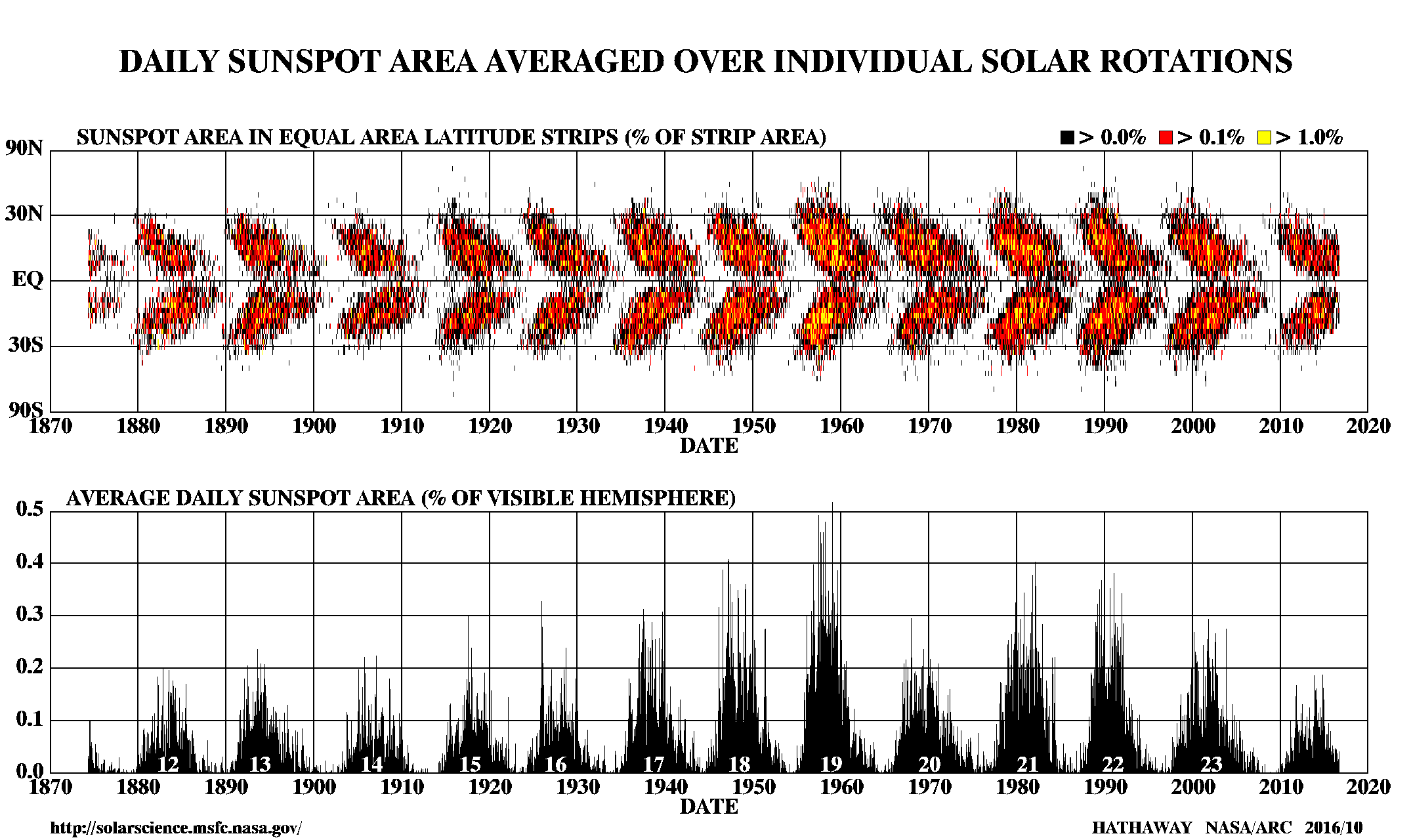
圖2：太陽黑子蝴蝶圖。此版本是由美國國家航空暨太空總署的馬歇爾太空飛行中心的太陽小組繪製。

在20世紀初，喬治·艾雷里·海爾和合作者闡明了太陽週期的物理基礎，他在1908年證實黑子是被強烈磁化的區域（這是首度偵測到在地球之外的磁場），並且在1919年進一步證實了黑子對的磁場是正反成對的：
- 在同一個週期中，同一個半球的磁場是相同的；
- 在同一個週期中，跨過半球的磁場是相反的；
- 在下一個週期中，兩個半球的磁場會互換。

海爾的觀察說明了太陽周期就是平均為22年的磁場週期。但是，因為表現在外的形式與磁場的關係並不明確，所以一般的說法都是"11年的太陽週期"。
半個世紀之後，巴布科父子哈洛德·巴布科和霍勒斯·巴布科證實太陽表面在黑子以外的地區也是有磁場的，這種更加微弱的磁場是第一類的偶極，而且這種偶極的磁性轉換週期和太陽黑子週期是一樣的（參見下圖3）。這些各種不同的觀測建立起太陽週期是磁場展開在整個太陽的時間和空間之中的程序。

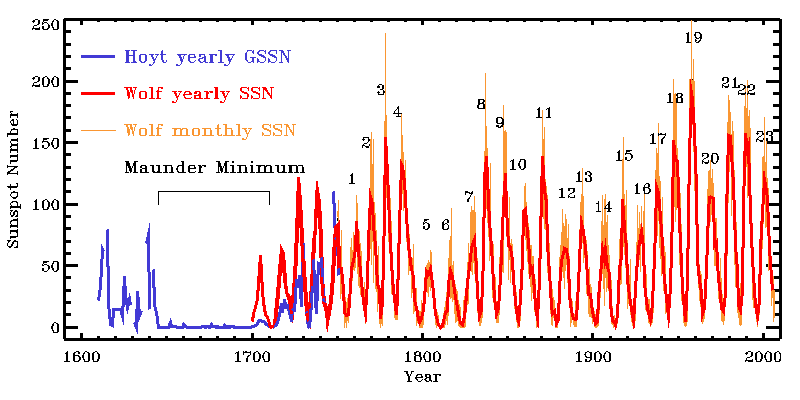
太陽週期，一如被看見的黑子數量的變化，在重建的歷史上分成三種，即每月黑子數（橙色），每年黑子數（紅色），還有1610－1750年的黑子數（蓝色），一般認為在這時段之後的黑子數量較為可靠。

## 太陽週期的衝擊
太陽的磁場結構一直延伸到大氣層和外面的各層，還經由各種方法進入日冕和太陽風。他的時空變異導致許多相關的太陽活動和著名的太陽現象。所有的太陽活動都與太陽的磁場週期有強烈的相關性，因為後者是前者的動力引擎和能量來源。

### 表面磁性
太陽黑子可以在各處存在幾天到幾個月，但是它們終將潰散，並且和太陽光球的磁場結合在一起。這個磁場受到對流的攪動散溢開來，並且在太陽表面造成大規模的流動。這些傳輸機制導致被磁化的產物衰變並且堆積在高緯度，所以最後導致極性的反轉（參見圖3）

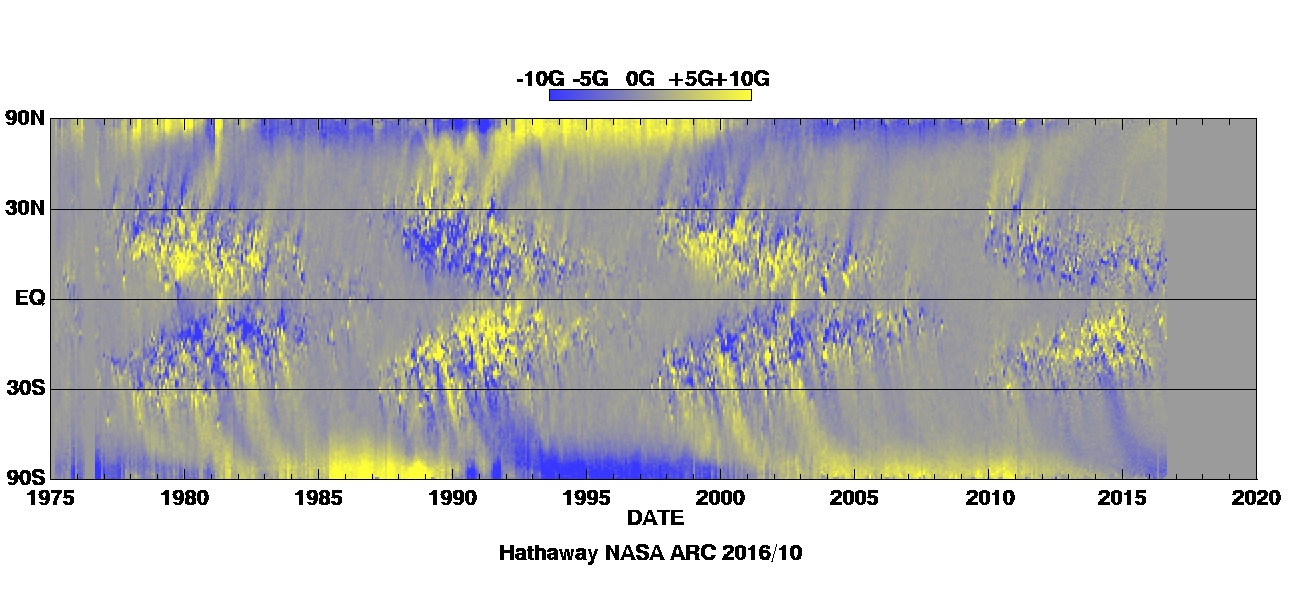
圖3：以太陽自轉週期取平均值的太陽磁場徑向的時間-緯度圖，可以清楚的看見著名的黑子蝴蝶圖出現在低緯度。此圖由美國航空暨太空總署的馬歇爾太空飛行中心製作並且定期的維護（更新）。

太陽磁場的偶極性被觀察到是在太陽極大期附近時反轉的，並且在極小期時強度達到峰值。在另一方面，太陽黑子是由強烈的螺線管（縱向的）磁場在太陽內部產生。在物理學上，太陽週期可以被看成是一個再生圈，螺線管的分量導致一個順軸磁場，然後又導致一個新的反向的順軸磁場，如此不斷的反覆下去。

### 太陽輻照度
太陽的總輻照度（total solar irradiance，TSI）是衝擊在地球大氣層上部的總太陽輻射能量。他在太陽變化週期的各個不同階段被觀察，逐年的平均值從極小期的每平方米1365.5瓦至極大期的1366.6瓦，但在幾天的時間間隔內的波動可以達到每平方米±1瓦的數值（參見第4圖的黃色和紅色曲線）。最大值和最小值的差異只有0.1%的水準，對地球氣候的影響看似很小，但要注意的是對TSI的連續和可靠的的量是從1978年才開始的。太陽活動的極小值和極大值在第21至23週期大致上是保持同樣的水準。

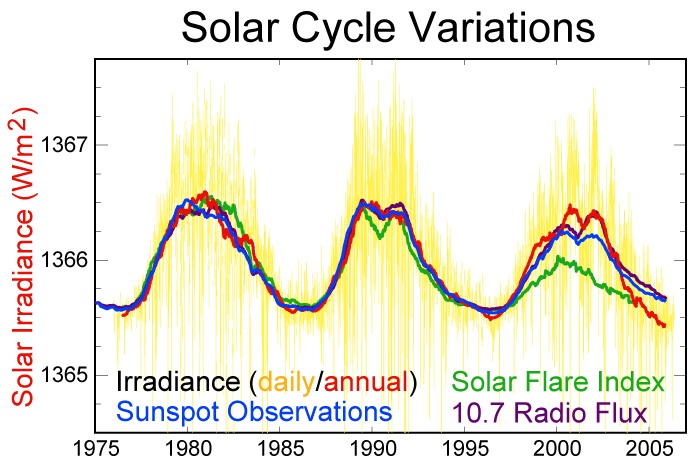
圖4：太陽活動的第21、22和23週期的黑相對數、TSI、10.7公分無線電波和閃焰的相對數。每種的數量在垂軸上的量尺都經過調整，使能在垂軸上和TSI比較。所有的量都被緊緊的鎖定在相同的階段上，但在交互作用的強度上做了一定程度的改變。

有趣的是，即使黑子比光球的其餘部分黑暗，但太陽在極大期時是比較亮一些的。這是因為在極大期時，雖然有較多和較大的黑子被磁化和出現在光球上，但是大多數，像是白斑和活躍的網絡元素，也都比平常的光球表面明亮。它們的總量比為數不多的黑子為多，總結之後反而使得整體的照射度增加而非降低。最近的觀察指出太陽照射度變化的主要驅動者是這些覆蓋在光球面上不同類型的太陽磁性結構變化，然而，這些都是由深入太陽內部的物理過程在長期變化所貢獻的，像是循環媒介在對流能量傳輸的效率的小變化，至今仍未能找出完整的規律。

### 短波輻射
對溫度為5870K的太陽大氣，沒有磁場的地區散發出的短波輻射，像是極紫外線（EUV）和X射線，數量極少。但在磁場出現的地區就不同了，被磁化的地區散發出短波輻射。因為表面被磁化的覆蓋區域在週期內有明顯的變化，擴散的程度、非閃耀的太陽紫外線或極紫外線，也有如潮汐般的隨之漲落。圖5是日本的陽光號衛星觀察軟X射線的圖，正好說明了這種變化。SOHO和TRACE衛星觀測太陽的紫外線和極紫外線也都有相同的現象。
圖5：陽光號在1991年至1995年（由左至右）以軟X射線觀察的太陽盤面影像，對應於第22週期的下降階段。
即使只佔了太陽輻照度中極小的比率，太陽的紫外線、極紫外線和X射線對地球大氣層上層的衝擊仍然是很深刻的。太陽的紫外線流量是同溫層化學主要的驅動者，電離層的反應，經由電導率和熱的變化，導致電離輻射強烈的增加。

### 太陽輻射流量
來自太陽的無線電波主要出自日冕活躍區上面被磁場拘束住的電漿。被標示為F10.7的是波長10.7公分的無線電波，接近被觀察的太陽無線電波的峰值位置。它表現出的擴散尺度，來自在日冕活躍區被磁場拘束的電漿的非輻射熱，並且良好的表現出太陽活動的程度。太陽的F10.7公分紀錄可以回溯至1947年，並且是除了太陽黑子紀錄之外，可供利用的太陽活動的最長期紀錄。
10.7光分波長的太陽電波流量曾經被認為會影響地球上點對點之間的通訊。

### 地質效應的噴發現象
太陽磁場構成的日冕，是在日全食的期間可以觀測到的典型現象。複雜的日冕磁場結構發展可以反映出在太陽表面流體的運動，和太陽內部發電機磁流體的發展。由於一些迄今尚未能詳細了解的原因，有時這些結構會變得不穩定，導致日冕物質拋射，或是閃焰，進入太空之中，由於區域性突然的釋放出磁能，造成大量的紫外線、X射線和高能粒子輻射。這些爆發現象可能會對地球的高層大氣層和太空環境產生重大的衝擊，並且是所謂太空天氣的主導者。
日冕物質拋射和閃焰的活動頻率與太陽活動週期有著密切的關連性。在極大期時，閃焰的大小和活動頻率是極小期的50倍；巨大的日冕物質拋射平均每天都有數5次，在極小期則數天才有一次。事件本身的大小與週期性的關聯則不明顯，最明顯的例子是發生在2006年12月，接近極小期的三次X級閃焰，其中一次（在12月5日，X9.0級的閃焰）是有記錄以來最大的。

### 宇宙射線流量
向外擴散由高密度電漿組成的太陽噴發物是驅散來自銀河系各處的星際物質和高能宇宙射線進入太陽系的良好物質。由於太陽物質拋射的頻率隨著太陽活動的週期調整，在太陽系外緣的宇宙射線散射程度也隨著逐步變化。結果是，宇宙射線在太陽系內部的流量與太陽的活動的整體強度成反比。這種反比的關係也清楚的呈現在地球表面的宇宙射線流量強度變化上。
有些進入地球大氣的高能宇宙射線能偶爾會與分子撞擊產生原子核的散裂，這某些分裂的產物包括某些放射性核素，例如14C和10Be，會沉降至地面。它們被凝聚在冰核中，可以讓我門重建在遙遠過去的太陽活動。經過重建後的整個太陽活動水準，呈現出在20是紀中期的太陽活動，幾乎位在過去一萬年的最高點上，蒙德極小期像是被壓抑的活動時期，在長時間的變化中一再的出現。

### 生物圈和人類生理節奏循環的衝擊
太陽週期對生物的衝擊包括一部分在科學上跨學門的研究，像是年代學、太陽生物學和天文生物學。在1924年，莫斯科大學醫學院的畢業生亞歷山大·奇熱夫斯基出版了跨學門的工作："在歷史過程之後的物理因素"和"流行病學浩劫和太陽的週期性活動，研究有機生物與太陽週期、月相週期循環之間的關連性。奇熱夫斯基發展出了一種新的學門：天文生物學和分支的太陽生物學。

## 外部連結
- Great Moments in the History of Solar Physics
- Solar Physics Web Pages（页面存档备份，存于） at NASA's Marshall Space Flight Center]（更新至2016年10月），圖表後續更新由David Hathaway（页面存档备份，存于）接手製作。
- Yohkoh Public Outreach Project（页面存档备份，存于）
- HAO Educational pages
- Stanford Solar Center（页面存档备份，存于）
- Cosmos（页面存档备份，存于）
- Windows to the Universe: The Sun
- SOHO Web Site（页面存档备份，存于）
- TRACE Web Site
- Solar Influences Data Analysis Center（页面存档备份，存于）